# Michael Macht
Michael Macht (* 28. August 1960 in Stuttgart) ist ehemaliger Produktionsvorstand von Volkswagen und ehemaliges Vorstandsmitglied der Porsche Automobil Holding.

## Karriere
Der gebürtige Stuttgarter Michael Macht ist Maschinenbauingenieur mit Abschluss an der Universität Stuttgart. Nach einer Tätigkeit als wissenschaftlicher Mitarbeiter beim Stuttgarter Fraunhofer-Institut für Arbeitswirtschaft und Organisation, bei der er Restrukturierungs- und Organisationsprojekte bei deutschen Großfirmen durchführte, trat er 1990 als Fachreferent Motorenplanung bei Porsche an. Der damalige Produktionschef Wiedeking erkannte die Begabung Machts bei der Arbeitsorganisation und machte ihn zu seinem Referenten. 1991 übernahm er die Abteilung Arbeitsorganisation.
Auch als Wiedeking 1992 Vorstandsvorsitzender der sich in wirtschaftlichen Schwierigkeiten befindlichen Porsche AG wurde, blieb Macht seine rechte Hand. Gemeinsam untersuchten sie die Schlanke Produktion japanischer Autofirmen, um sie bei Porsche und seinen Zulieferern zu implementieren. Aufgrund der Produktivitätssprünge beim Umbau der Fertigung entwickelten sich Anfragen externer Interessenten an den Konzepten, woraufhin 1994 die Porsche Consulting GmbH in Bietigheim-Bissingen als Porsche-Tochterunternehmen unter Führung von Macht gegründet wurde. Innerhalb der ersten vier Jahre verzehnfachte sich der Umsatz der hochprofitablen Tochterfirma auf rd. 13 Millionen Deutsche Mark.
Anfang Juni 1998 stieg Michael Macht in den Vorstand der Porsche AG auf und verantwortete dort den Bereich Produktion und Logistik. Am 23. Juli 2009 ernannte der Aufsichtsrat Macht zum Nachfolger von Wendelin Wiedeking als Vorstandsvorsitzendem der Porsche AG und zum Vorstandsmitglied der Porsche Automobil Holding SE.
Am 6. Juli 2010 gaben Porsche und Volkswagen bekannt, dass Michael Macht zum 1. Oktober 2010 in den Konzernvorstand von Volkswagen wechsle und dort Jochem Heizmann als Produktionsvorstand nachfolge. Machts Nachfolger bei Porsche wurde Matthias Müller, bis dahin Leiter Produktstrategie bei VW.
Am 19. November 2010 wurde Macht mit der Ehrendoktorwürde der Universität Stuttgart ausgezeichnet.
Bis zum 1. August 2014 bekleidete Michael Macht das Amt des Produktionsvorstandes der Volkswagen AG. Er schied offiziell in „gegenseitigem Einvernehmen“ aus dem Vorstand aus, doch die Abschiedsworte fielen „kühl aus“. Seine Aufgaben wurden kommissarisch dem Produktionsvorstand der Marke Volkswagen, Thomas Ulbrich, übertragen.
In der Hauptversammlung 2016 der Endurance Capital AG am 5. August 2016 in München wurde Michael Macht per Beschlussfassung in den mehrköpfigen Aufsichtsrat der Endurance Capital AG gewählt.